# Kəngərli (Tərtər)
Kəngərli (detto anche Kənğərli, Kengerli e Kengerly) è un comune dell'Azerbaigian situato nel distretto di Tərtər. Conta una popolazione di 1 361 abitanti.